# Table Alphabeticall

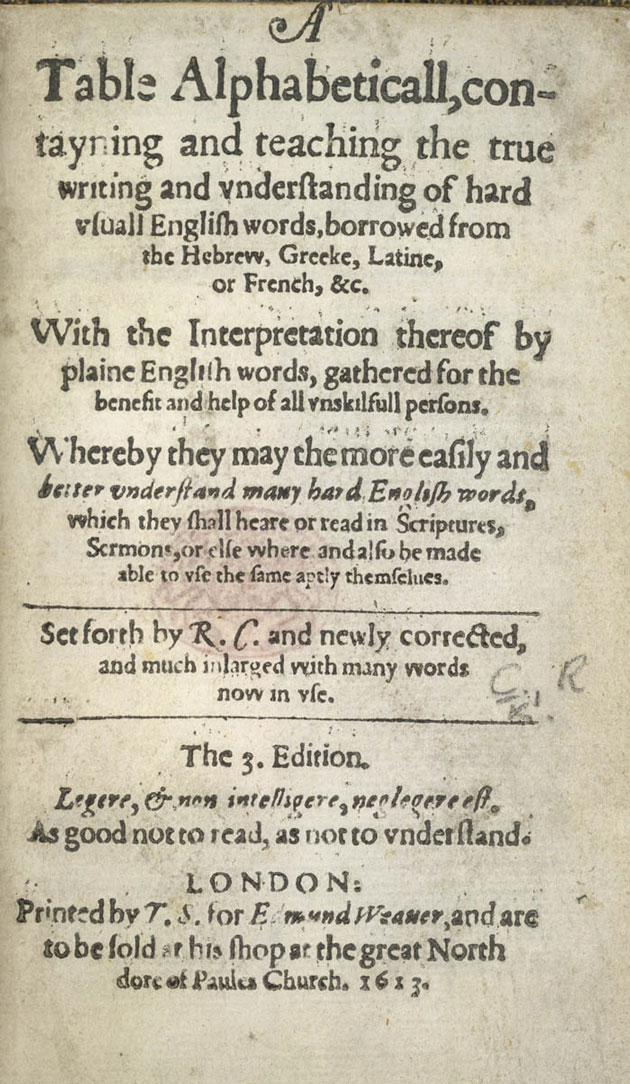
「Table Alphabeticall」のタイトル ページ、長々とした副題が続く(第3版)

A Table Alphabeticall は、ロバート・コードリーが作成し、1604年にロンドンで出版された英英辞典の略称である。
この種のものとしては最初のものという点で重要であるが、特に有用な書物とはみなされなかった。わずか120ページで、2,543語の単語が掲載され、非常に短い（しばしば一語の）定義が添えられているだけである。ほとんどの場合、それは類義語のリストに過ぎなかった。コードリーが選んだ言葉は、かなり恣意的で、しばしば不明瞭なものであった。
この辞書の目的は、「婦人、紳士、その他の不器用な人々の利益と助けのため」と謳われている。その後、数十年の間に、多くの英英辞典が続々と出版された。

## 詳細
Table Alphabeticall の完全なタイトルは、以下の通りである。
「A Table Alphabeticall, conteyning and teaching the true writing, and vnderſtanding of hard uſuall Engliſh words, borrowed from the Hebrew, Greeke, Latine, or French, &c. With the interpretation thereof by plaine Engliſh words, gathered for the benefit and helpe of ladies, gentlewomen, or any other vnskilfull persons. Whereby they may the more eaſily and better vnderſtand many hard Engliſh words, vvhich they ſhall heare or read in Scriptures, Sermons, or elſe vvhere, and alſo be made able to vſe the same aptly themſelues.」
古い時代の英語表記を現代語に訳すと次のようになる。
「ヘブライ語、ギリシャ語、ラテン語、フランス語などから借用した、難しい英単語の真の書き方と理解を教授するアルファベット順の表です。また、婦人や淑女、あるいは他の不慣れな人々のために集められた、平易な英語の言葉による解釈も含まれています。聖典や説教などで聞いたり読んだりした難しい英単語を、より簡単に、よりよく理解し、また自分自身で適切に使えるようにするためです。」
Table Alphabeticall はロンドンで出版された。その1604年版には「I.R. (I. Roberts)」がエドマンド・ウィーバ（Edmund Weaver、Edmund Weauerとなっている）のために印刷したものである。本には、「1604年、Paules Churchのgreat North doreにある彼の店で販売される」という注記がある。
Table Alphabeticallはかなり人気があった。1609年に第2版、1613年に第3版、1617年に第4版が出版された。第2版、第3版はロンドンの「T.S.」がエドマンド・ウィーバーのために印刷したものである。第3版は「R.C.によって書かれ、新たに修正され、現在使われている多くの単語で大幅に拡大された」もので、「Legere, et non intelligere, neglegere est（読むこと、そして理解しないことは、怠ること）」というラテン語の銘が添えられている。
以前と同様、これらの新版は「the great North doore of Paules Churchにある彼の店で販売する」とされた。
初版には2,543語の見出し語が掲載された。その後、版を重ねるごとに規模を拡大し、1617年の第4版では3,264語が定義された。現存する唯一の写本は、オックスフォード大学のボドリアン図書館に所蔵されている。
オックスフォード英語辞典（OED）の編集者は、Historical Introductionの最初の段落で、コードリーのTable Alphabeticallに言及している。ただし、冊子名は明記せずに次のように述べている。「1604年に出版されたコードリーの薄い小冊子を、1933年に完成したオックスフォード辞典と並べるのは、元のドングリを、そこから成長した樫と並べるようなものだ」と。